# 구삼 학사

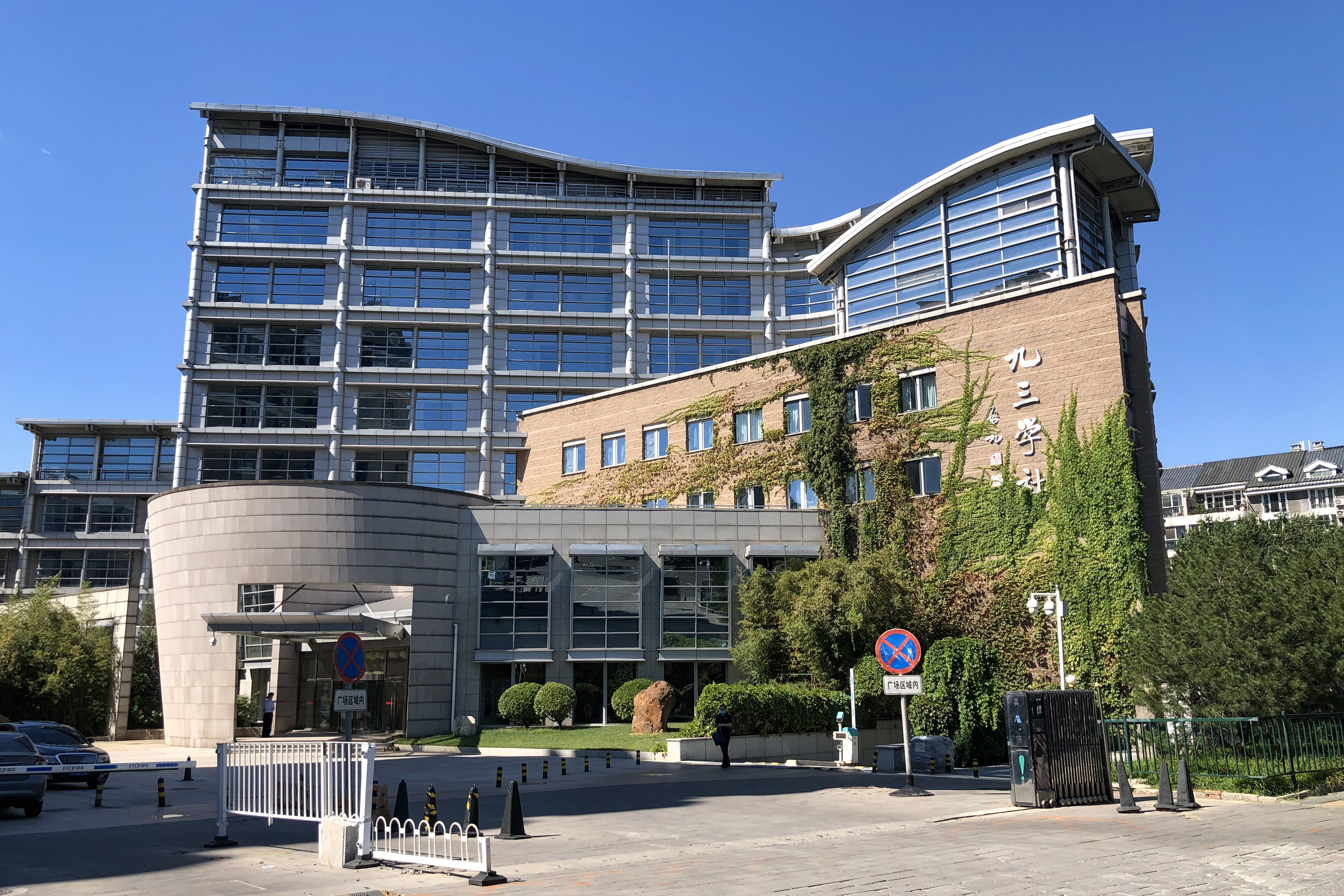

구삼 학사(중국어 간체자: 九三学社, 정체자: 九三學社, 병음: Jǐusān Xuéshè)는 중화인민공화국의 위성정당인 민주당파 정당 가운데 하나이다.
중일 전쟁 이후 충칭에서 설립된 민주 과학 좌담회(중국어 간체자: 民主科学座谈会, 정체자: 民主科學座談會)가 당의 전신이다. 당명은 중일 전쟁 당시 일본이 중국에 항복을 선언한 날인 1945년 9월 3일을 기념하기 위해 붙여진 이름이다. 현재 우웨이화가 중앙위원회 주석을 맡고 있으며 당원 수는 약 68,000여 명이다. 구삼 학사의 당원은 주로 교육, 문화, 과학 기술, 의약 등 분야에서 활동하는 지식인들로 구성되어 있다.